# ステビオール配糖体

ステビオシド分子の線構造式

ステビオール配糖体（ステビオールはいとうたい、英: Steviol glycoside）は、南米原産のキク科植物、ステビア（Stevia rebaudiana）の葉の甘味の原因となる化合物群であり、ステビア甘味料の主成分 (または前駆体) である。近縁種のS. phlebophyllaにも含まれるほか（ただしステビア属他の種には含まれない）、およびバラ科の植物Rubus chingiiにもみられる。
ステビア由来のステビオール配糖体は、スクロースの30倍から320倍の甘味度を示すという報告があるが、文献により数値には相違がみられる。熱およびpHに対し安定であり、発酵しない。
ヒトはステビアを代謝できないため、ステビオール配糖体を摂取しても血糖反応は誘発されない。ステビオール配糖体の一日摂取許容量(ADI) は、ステビオール当量として体重比4 mg/kgと定められている。この値は、ラットを用いた研究で100倍の投与量でも影響がみられなかったことに基く。

## 化学構造

ステビオール分子の線構造式。カルボキシル基 (下) とヒドロキシル基 (上) の水素が糖に置換され配糖体となる。

ステビオール配糖体は、ステビオール分子のカルボキシル基の水素原子がグルコース分子に置換されエステル、およびヒドロキシ基の水素原子がグルコースやラムノースと置換されアセタールを形成した配糖体である。
S. rebaudianaの葉に含まれるステビオール配糖体の構成物質と乾燥重量比率を以下に示す。
- ステビオシド(5–10%)
- ズルコシド A (0.5–1%)
- レバウジオシドA (2–4%)
- レバウジオシドB
- レバウジオシドC (1–2%)
- レバウジオシドD
- レバウジオシドE
- レバウジオシドF
- ルブソシド
- ステビオールビオシド

下から3種の化合物は微量しか存在せず、レバウジオシドBは分離時の副産物であるとの主張がある。一例として、植物由来の抽出物を用いた市販のステビオール配糖体混合物は、ステビオシドがおよそ80%、レバウジオシドAが8%、レバウジオシドCが0.6%含まれていたことが報告されている。
中国原産の植物Rubus chingiiには、ステビアにはみられないとされるステビオール配糖体、ルブソシドが含まれる。しかし、2021年7月13日付のEUによるステビア規制令によると、ルブソシドは、ステビア葉抽出物由来のステビア甘味料の11主要成分の1つに挙げられる 。
ステビオシドおよびレバウジオシドAは、1931年にフランスの化学者 Bridel と Lavelle により初めて分離された。両化合物のグリカンはグルコースのみからなる。ステビオシドではヒドロキシル基に2分子のグルコースが結合するのに対し、レバウジオシドAでは3分子が結合し、3分子のうち中央のグルコースが直接ステビオール骨格と結合する。
初期の官能試験によれば、レバウジオシドAはの甘味度はスクロースの150倍から320倍、ステビオシドでは10倍から270倍、レバウジオシドCでは40倍から60倍、ズルコシドAでは30倍とされた。しかし、最近の評価では、レバウジオシドAで約240倍、ステビオシドで約140倍とされる。また、レバウジオシド A は、苦味と後味が最も弱い。甘味度は濃度によって変化し、自然比率のステビオール配糖体混合物は、3%スクロース溶液と比べて150倍、10%スクロース溶液と比べ100倍甘い。

## 生合成
Stevia rebaudianaにおいては、ステビオール配糖体の生合成は緑色組織でのみ行われる。ステビオールがまず色素体にて産生され、小胞体でグルコシル化され、細胞質でUDP-グルコシルトランスフェラーゼの触媒作用によりグリコシル化される。レバウジオシドAはステビオシドから合成される。
ステビオール配糖体に分類される分子はいくつかあるが、どれも合成経路は同様である。ステビオール配糖体の合成は、上図に示すDXP経路およびMEP経路によるイソプレン骨格の合成から始まる。この経路の出発物質は、一次代謝に由来するピルビン酸およびグリセルアルデヒド-3-リン酸である。
上記経路によりIPPおよびDMAPPが合成された後、上図の経路によりジテルペンの一種ゲラニルゲラニル二リン酸 (GGPP) がSN1反応機構による頭尾付加によって合成される。まず、IPPおよびDMAPPからゲラニルピロリン酸 (GPP) が合成され分子骨格が伸長する。 GPPがさらに同様の反応機構による伸長を受けてファルネシルピロリン酸 (FPP) となり、FPP がさらに伸長してGGPPとなる。
上図のように、GGPPはコパリル二リン酸シンターゼ(CDPS)およびカウレンシンターゼ(KS)によって環化され、(-)-カウレンとなる。次に、多段階の酸化によりステビオールが合成される。
上図に示す例のように、ステビオールは位置選択的な糖置換を受け、ステビオール配糖体となる。グリコシル化の完了したステビオール配糖体は液胞に保存される。